# Wladislaw Dmitrijewitsch Kartajew
Wladislaw Dmitrijewitsch Kartajew (russisch Владислав Дмитриевич Картаев; * 2. Oktober 1992 in Tscheljabinsk) ist ein russischer Eishockeyspieler, der seit Mai 2019 erneut bei Salawat Julajew Ufa in der Kontinentalen Hockey-Liga unter Vertrag steht.

## Karriere
Wladislaw Kartajew begann seine Karriere als Eishockeyspieler in seiner Heimatstadt in der Nachwuchsabteilung des HK Traktor Tscheljabinsk, in der er bis 2007 aktiv war. Anschließend wechselte er in die Nachwuchsabteilung von Salawat Julajew Ufa, für dessen zweite Mannschaft er in der Saison 2008/09 in der drittklassigen Perwaja Liga aktiv war. In der Saison 2009/10 spielte er erstmals für die Juniorenmannschaft Tolpar Ufa in der neu gegründeten multinationalen Nachwuchsliga Molodjoschnaja Chokkeinaja Liga. In der Saison 2010/11 gab der Center zudem sein Debüt für die Profimannschaft von Salawat Julajew Ufa in der Kontinentalen Hockey-Liga, wobei er in vier Spielen punkt- und straflos blieb, und lief parallel weiterhin für Tolpar Ufa in der MHL auf.
Ende Oktober 2011 wurde Kartajew von Lokomotive Jaroslawl verpflichtet, um beim Neuaufbau des Teams nach dem Flugzeugabsturz am 7. September 2011 mitzuwirken. Zwei Jahre später wechselte er im Tausch gegen ein Wahlrecht für den KHL Junior Draft 2014  zu Metallurg Nowokusnezk. Im Januar 2014 wurde dieser Tausch rückgängig gemacht und Kartajew spielte für Lokomotive in den Play-offs. Nach fünf Jahren bei Lokomotive, in denen er über 230 KHL-Partien für den Eisenbahnerverein absolvierte, kehrte er im Mai 2019 zu Salawat Julajew Ufa zurück.

### International
Für Russland nahm Kartajew an der U18-Junioren-Weltmeisterschaft 2010 teil. Im Turnierverlauf erzielte er in sechs Spielen ein Tor und bereitete zwei Tore vor.

## Karrierestatistik
(Legende zur Spielerstatistik: Sp oder GP = absolvierte Spiele; T oder G = erzielte Tore; V oder A = erzielte Assists; Pkt oder Pts = erzielte Scorerpunkte; SM oder PIM = erhaltene Strafminuten; +/− = Plus/Minus-Bilanz; PP = erzielte Überzahltore; SH = erzielte Unterzahltore; GW = erzielte Siegtore; 1 Play-downs/Relegation; Kursiv: Statistik nicht vollständig)